# لنا لوتر
لنا لوتر یک شخصیت کمیک خیالی در دی سی کامیکس است. او بیشتر با سوپرمن در ارتباط است، او خواهر دشمن سوپرمن لکس لوتر است .
لنا لوتور در اپیزودی از مجموعه تلویزیونی سوپربوی اولین فعالیت خود را آغاز کرد. او بعداً به عنوان یک شخصیت اصلی در مجموعه تلویزیونی اسمالویل ظاهر شد و توسط بازیگر کسیدی فریمن به تصویر کشیده شد. این نسخه از این شخصیت تا تس مرسر نامگذاری شد تا اینکه مشخص شد که لوتسا لنا لوتر است. اخیراً لنا در سریال تلویزیونی سوپرگرل در دی سی ارو ورس توسط کیتی مک گرات به تصویر کشیده شده است.